# 1. Amateurliga Schwarzwald-Bodensee 1967/68
Die 1. Amateurliga Schwarzwald-Bodensee 1967/68 war die achte Spielzeit der gemeinsamen Spielklasse des Württembergischen Fußballverbandes und des Südbadischen Fußballverbandes. Es war zugleich die achtzehnte Saison der 1. Amateurliga Württemberg und der 1. Amateurliga Südbaden und die achte Spielzeit, in der in Württemberg in den beiden Staffeln Nordwürttemberg und Schwarzwald-Bodensee und in Südbaden in den beiden Staffeln Südbaden und Schwarzwald-Bodensee gespielt wurde. Die Meisterschaft der Schwarzwald-Bodensee-Liga gewann der FC Wangen 05, der in der Aufstiegsrunde zur Regionalliga Süd scheiterte.
Der 1. FC Burladingen und der FC Hechingen stiegen in die 2. Amateurliga Württemberg ab, der FC Konstanz stieg in die 2. Amateurliga Südbaden ab. Da der SSV Reutlingen 05 Amateure und der VFB Friedrichshafen die gleiche Punktzahl hatten, musste ein Entscheidungsspiel die Zweitplatzierung und die damit verbundene Teilnahme an der Deutschen Fußball-Amateurmeisterschaft 1968 entscheiden.

## Abschlusstabelle
| Pl. | Verein                         | Sp. | Tore  | Punkte |
| --- | ------------------------------ | --- | ----- | ------ |
| 01. | FC Wangen 05                   | 30  | 52:32 | 41:19  |
| 02. | SSV Reutlingen 05 Amateure (N) | 30  | 55:37 | 36:24  |
|     | VfB Friedrichshafen            | 30  | 44:45 | 36:24  |
| 04. | SV Kressbronn (N)              | 30  | 56:45 | 35:25  |
| 05. | FC Singen                      | 30  | 53:50 | 31:29  |
| 06. | FC Gottmadingen (N)            | 30  | 47:49 | 31:29  |
| 07. | SpVgg Lindau                   | 30  | 73:64 | 30:30  |
| 08. | FV Ebingen                     | 30  | 42:39 | 29:31  |
| 09. | SC Schwenningen                | 30  | 47:52 | 29:31  |
| 10. | FC Tailfingen                  | 30  | 48:47 | 28:32  |
| 11. | TG Biberach                    | 30  | 33:37 | 27:33  |
| 12. | Wacker Biberach                | 30  | 43:49 | 27:33  |
| 13. | FC 08 Tuttlingen (M)           | 30  | 40:51 | 27:33  |
| 14. | FC Konstanz                    | 30  | 57:58 | 26:34  |
| 15. | FC Hechingen                   | 30  | 49:58 | 25:35  |
| 16. | 1. FC Burladingen              | 30  | 47:73 | 22:38  |

| (M) | 1. Amateurligameister Schwarzwald-Bodensee 1966/67 |
| (N) | Aufsteiger aus den 2. Amateurligen 1966/67         |

### Entscheidungsspiel um Platz 2
| Datum      |                    | Ergebnis |                     | Ort                    |
| ---------- | ------------------ | -------- | ------------------- | ---------------------- |
| 04.05.1968 | SSV Reutlingen Am. | 3:0      | VfB Friedrichshafen | Saulgau (1.000 Zusch.) |